# Orthalicoidea
Orthalicoidea zijn een superfamilie van weekdieren uit de klasse van de Gastropoda (slakken).

## Taxonomie
De volgende families zijn bij de superfamilie ingedeeld:
- Amphibulimidae P. Fischer, 1873
- Bothriembryontidae Iredale, 1937
- Bulimulidae Tryon, 1867
- Megaspiridae Pilsbry, 1904
- Odontostomidae Pilsbry & Vanatta, 1898
- Orthalicidae Albers, 1860
- Simpulopsidae Schileyko, 1999
- † Vidaliellidae H. Nordsieck, 1986

### Synoniemen
- Liguidae Pilsbry, 1891 => Orthalicidae Martens,  1860
- Placostylidae Pilsbry, 1946 => Placostylinae Pilsbry, 1946
- Tomogeridae Jousseaume, 1877 => Odontostomidae Pilsbry & Vanatta, 1898